# Abau Papuanci
Abau /=‘barrenness’ – a place where nothing grows, /  Papuansko pleme nastanjeno duž rijeka Green i Sepik na Papui Novoj Gvineji u provinciji Sandaun (28 sela) i susjednom području Indonezije (Kalimantan). Ranih 2000-ih godina ima ih oko 7,400, od čega 6,000 na Papui Novoj Gvineji.
Jezik im je poznat kao abau ili green river, srodan je s iwam. Središnjim dijalektom (Central) govori oko 4,000 ljudi što žive duž obala rijeke Sepik i nekim pritokama, a dio njih i na međunarodnoj granici s Irian Jaya.
U području Green Rivera (Green River District) ima oko 3,500 govornika što žive u nekih 40 sela, također duž Sepika i susjednoj Irian Jaya. Sa svim svojim susjedima Abau Papuanci su nesrodni. Jezik abau sastoji se od dijalekata Up-River s rijeka Sepik, Idam i August; dijalekt Down-River raširen je po svim selima nizvodno od središnjeg dijalekta. Proučavao ih je jezikoslovac Laycock.

## Vanjske poveznice
- Abau (O narodu i jeziku)
- Posts about papua new guinea  Arhivirana inačica izvorne stranice od 3. kolovoza 2008. (Wayback Machine)
- A Barren Place - Now Fruitful[neaktivna poveznica]